# Matematika
Matematika (od grčkog μάθημα (máthēma) 'znanost') egzaktna je (točna, nedvojbena) znanost koja izučava aksiomatski definirane apstraktne strukture koristeći se matematičkom logikom. Matematika se rabi gdje se god pojavljuju pitanja vezana za veličinu, strukturu, prostor ili promjenu. U početku vezana uz trgovinu i mjerenje zemljišta, kasnije astronomiju, a danas uz mnoga područja života. Matematika se uči u osnovnim i srednjim školama kao obvezan predmet. Veliki dio fakulteta također ima obavezne i izborne matematičke kolegije.

## Povijest i razvoj

### Antika, srednji i novi vijek
Matematika se počela razvijati prije više tisuća godina, još u doba starih Egipćana. Poslije se proširila u Grčku i grčko-rimski svijet. Osim toga, aktivno se razvijala u Kini i Japanu. Razvila se iz potrebe da se obavljaju proračuni u trgovini, mjerenja zemljišta i predviđaju astronomski događaji. Ove tri primjene mogu se dovesti u vezu s grubom podjelom matematike na izučavanje strukture, prostora i izmjena. Fundamentalnu knjigu za razvoj matematike, "Elementi", napisao je grčki matematičar Euklid. Knjiga ima 12 svezaka. To je prva knjiga pisana stilom koji je danas poznat kao (egzaktni) matematički: definicija - aksiom - teorem - dokaz. Knjiga je, zbog tadašnjeg nedostatka simbola pisana u potpunosti riječima, što danas, naravno, nije slučaj. Proučavanje geometrijskih prostora je, u pravom smislu te riječi, počelo kada je Euklid postavio svojih pet aksioma o prostoru. Takav prostor se danas zove euklidski prostor, no tijekom mnogo godina su se razvili i neeuklidski prostori te još mnogi drugi.

### Suvremena matematika
Iako je matematika znanost koja je tradicionalno povezana s tehničkim znanostima i fizikom, zadnjih smo desetljeća svjedoci prodora matematike u ekonomiju, medicinu i ostale znanosti. Tome treba pridodati i nagli razvoj informatičkih tehnologija u koje je matematika uključena od samih početaka. Godišnje se prijavi oko 200 000 novih matematičkih teorema, a na raznim razinama znanja i stručnosti postoji preko 1600 časopisa koji objavljuju matematičke materijale. Današnja matematika je podosta napredna, u svim smjerovima, a ljudi koji se bave modernom matematikom su usko specijalizirani i nečesto bave stvarima koje su nemamtematičarima izvanrazumske. Ipak, postoje goleme primjene. Krajem četrdesetih godina prošlog stoljeća John von Neumann je procijenio da bi obrazovani matematičar mogao raspolagati s oko 10% osnovnih znanja cijele matematike do tada poznate. Do danas se taj postotak značajno smanjio. Za razliku od rane, istočnjačke i zapadnjačke izolacije, današnja matematika je ujedinjena.

## Podjela
Osnove matematike sadrže izučavanje strukture, prostora i promjenu.

### Strukture
Izučavanje strukture počinje s brojevima, u početku s prirodnim brojevima i cijelim brojevima.
Skup prirodnih brojeva = N
Skup prirodnih brojeva i 0 = N0
Skup cijelih brojeva = Z
Skup racionalnih brojeva = Q
Skup iracionalnih brojeva = I
Skup realnih brojeva = R
U = Unija (za skupove zbrajanje)
N U 0 = N0
N0 U {negativni cijeli brojevi} = Z
Z U {razlomci i decimalni brojevi} = Q
Q U I = R
Osnovna pravila za aritmetičke operacije su definirana u osnovnoj algebri, a dodatna svojstva cijelih brojeva se izučavaju u teoriji brojeva.
Izučavanje metoda za rješavanje jednadžbi je dovelo do razvoja apstraktne algebre, koja između ostalog izučava prstenove i polja, strukture što poopćuju svojstva koja posjeduju brojevi.
Fizikalno važan koncept vektora i matrica se proučava u linearnoj algebri.

### Prostor
Proučavanje prostora zovemo geometrija. Najstarija grana je euklidska geometrija (uključujući planimetriju, stereometriju i, kasnije euklidsku geometriju u višedimenzionalnom prostoru; pitanje geometrije trokuta dovelo je do specijalizacije, tzv. trigonometrije). U 19. stoljeću otkrivene su tzv. neeuklidske geometrije, kao što su sferna geometrija i hiperbolne geometrije (među kojima najprije geometrija Lobačevskoga i Bolyaija, koja ima centralnu ulogu u specijalnoj relativnosti, a poopćenja (Lorentzove mnogostrukosti) u općoj relativnosti. 
Euklidska geometrija u suvremenom pristupu formulira se pomoću pojma afinog prostora, što je skup na kojem neki realni konačno-dimenzionalni vektorski prostor djeluje slobodno i tranzitivno, pri čemu je na tom vektorskom prostoru zadan skalarni umnožak (nedegenerirana pozitivno semidefinitna simetrična bilinearna forma s vrijednostima u skupu realnih brojeva). Skalarni umnožak inducira normu vektora (kao korijen skalarnog unoška vektora sa samim sobom), dakle udaljenost u Euklidskom prostoru i dobro definiran pojam mjere kuta. 
Teorija grupa izučava koncept simetrije pa se među ostalim, pojavljuje u izučavanju veze prostora s drugim strukturama. Felix Klein je 1872. u svom erlangenskom programu postulirao da se različiti tipovi geometrija uvedu i klasificiraju s obzirom na grupu simetrija prostora koja taj prostor čini homogenim prostorom.  Élie Cartan je kasnije generalizirao Kleinove homogene prostore uz pomoć pojma (Cartanove) koneksije (Cartanove geometrije). Suvremena geometrija uključuje grane kao što su metrička geometrija, diferencijalna geometrija (s važnim dijelovima kao što su Riemannova, pseudo-Riemannova, Kaehlerova, simplektička i Finslerova geometrija), algebarska geometrija (čije povijesne preteće su klasična projektivna geometrija i koordinatni pristup u geometriji), geometrija analitičkih prostora, geometrija singulariteta (osobitosti), izučavanje beskonačno-dimenzionalnih prostora te u najnovije doba nekomutativna geometrija i tropska geometrija. Mnogi novi tipovi prostora motivirani su izučavanjima u teorijskoj fizici, uključujući integrabilne sustave, teoriju baždarskih polja, konformnu teoriju polja, topološku teoriju polja, problem kvantizacije, teoriju gravitacije i teoriju superstruna. Aritmetička geometrija je dio algebarske geometrije koji se bavi geometrijskim objektima koji se pojavljuju u teoriji brojeva. 
Topologija promatra ona svojstva prostora koja se ne mijenjaju kod neprekidnih transformacija kao što su rastezanja i skupljanja. U topološkim razmatranjima pažnja se posvećuje dakle izučavanju pojmova neprekinutosti i granice. Topološki prostori su najvažniji od više raznih struktura koje su razvijene kao apstrakcija topoloških svojstava prostora.

### Promjene
Razumijevanje i opisivanje promjena mjerljivih varijabli je glavna značajka prirodnih znanosti, i diferencijalni (infinitezimalni) račun je razvijen u te svrhe.
Centralni koncept kojim se opisuje promjena varijable je funkcija.
Mnogi prirodni problemi su vodili uspostavljanju veze između vrijednosti i količine izmjene, a pritom razvijene metode izučavaju se u diferencijalnim jednadžbama.
Brojevi koji predstavljaju kontinualne veličine su realni brojevi, a detaljno izučavanje njihovih svojstava i funkcija je predmet matematičke analize.
Zbog unutrašnjih, matematičkih, razloga uveden je koncept kompleksnih brojeva, koji je glavni predmet izučavanja kompleksne analize. 
Funkcionalna analiza je usredotočena na n-dimenzionalne prostore funkcija postavljajući time neke od primjenjivih osnova i za izučavanje kvantne mehanike.

### Napomena
Radi razjašnjavanja i izučavanja osnova matematike, razvijena su područja teorija skupova, matematička logika i teorija modela Aritmetika daje važnost brojevima, algebra rješavanju jednadžbi, dok geometrija objašnjava osobine i odnose figura u prostoru. Matematika se gradi i na samoj sebi. Geometrija na aritmetici i algebri; na njima diferencijalni i integralni račun. Topologija je pak izdanak geometrije, teorije skupova i algebre. Diferencijalne jednadžbe se grade na diferencijalnom i integralnom računu, topologiji i algebri. Matematika bi se mogla okarakterizirati kao čvrsto stablo u rastu: s deblom, granama i lišćem.

## Kategorizacija
Slijedi kategorizacija po nekim od istaknutijih grana matematike:

### Veličine
| {\displaystyle 1,2,3\,\!} | {\displaystyle -2,-1,0,1,2\,\!} | {\displaystyle -2,{\frac {2}{3}},1.21\,\!} | {\displaystyle -e,{\sqrt {2}},3,\pi \,\!} | {\displaystyle 2,i,-2+3i,2e^{i{\frac {4\pi }{3}}}\,\!} |
| prirodni brojevi          | cijeli brojevi                  | racionalni brojevi                         | realni brojevi                            | kompleksni brojevi                                     |

### Počela i filozofija
| {\displaystyle p\Rightarrow q\,} |                 |                    |  |
| Matematička logika               | Teorija skupova | Teorija kategorija |  |

### Strukture
|                 |                    |               |                     |
| Teorija brojeva | Apstraktna algebra | Teorija grupa | Teorija redoslijeda |

### Prostor
|            |                |                           |            |                      |
| Geometrija | Trigonometrija | Diferencijalna geometrija | Topologija | Fraktalna geometrija |

### Stanja, promjena, analiza
|                     |                   |                          |                   |               |
| Matematička analiza | Vektorska analiza | Diferencijalne jednadžbe | Dinamički sustavi | Teorija kaosa |

### Diskretna matematika
| {\displaystyle {\begin{matrix}(1,2,3)&(1,3,2)\\(2,1,3)&(2,3,1)\\(3,1,2)&(3,2,1)\end{matrix}}} |                         |               |                 |
| Kombinatorika                                                                                 | Teorija izračunljivosti | Kriptografija | Teorija grafova |

### Primijenjena matematika
- Matematička fizika
- Matematička teorija dinamike fluida
- Numerička matematika
- Optimizacija
- Teorija vjerojatnosti
- Statistika
- Financijska matematika
- Teorija igara

## Utjecajni matematičari
Priznata najveća matematička četvorka su Arhimed, Newton, Euler i Gauss. Potonja dva su redom dobila titule kralja, odnosno princa matematičara.

#### Stari vijek
Pitagora - Eratosten - Hiparh - Teodor iz Cirene - Heron - Nikomah - Pap Aleksandrijski - Apolonije iz Perge - Diofant - Ptolomej - Tales - Anaksagora - Zeno iz Aleje - Eudoks iz Knida - Arhimed - Euklid.

#### Srednji vijek
Brahmagupta - Al-Khwarizmi - Fibonacci

#### Novi vijek
René Descartes - Isaac Newton - Gottfried Wilhelm Leibniz - Pierre de Fermat - Évariste Galois - Joseph-Louis Lagrange - Pierre-Simon Laplace - Adrien-Marie Legendre - Augustin Louis Cauchy - Leonhard Euler - Charles Fourier -  Arthur Cayley - Karl Weierstrass - Sofija Kovaljevska - Gösta Mittag-Leffler - Karl Friedrich Gauss - Lobačevski - Niels Henrik Abel - Richard Dedekind - Leopold Kronecker - Bernhard Riemann - William Hamilton - Sophus Lie - Georg Cantor - Felix Klein

#### 20. i 21. stoljeće
David Hilbert - Henri Poincaré - Élie Cartan - Emmy Noether - Jacques Hadamard - Emil Artin - John von Neumann - Srīnivāsa Aiyangār Rāmānujan - Henri Lebesgue - Godfried Harold Hardy - John Littlewood - Brower -  Felix Hausdorff - Kurt Gödel - Alonzo Church - Alan Turing - Alfred Tarski - Thoralf Skolem - Hermann Weyl - Sergej Soboljev - Anatolij Ivanovič Maljcev - Stefan Banach - Andrej Nikolajevič Kolmogorov - Lev Pontrjagin - William Hodge - Izrael Geljfand - André Weil - Henri Cartan - Laurent Schwarz - Harish-Chandra - Wilhelm Magnus - Paul Erdös - Abraham Robinson - Nicolas Bourbaki - Friedrich Hirzebruch - Benoit B. Mandelbrot - Samuel Eilenberg - Vladimir Arnoljd - Jean-Pierre Serre - Saunders MacLane - Norman Steenrod - Alexandre Grothendieck - William Lawvere - Lars Hörmander - Daniel Quillen - Sergej Novikov - John Milnor - Michael Artin - Pierre Deligne - Dennis Sullivan - Robert Langlands - Mihajl Gromov - Jurij Manjin - Alexander Beilinson - Vladimir Drinfeljd - Gerd Faltings - Saharon Shelah - Alain Connes - Edward Witten - Maxim Kontsevich - André Joyal - Vladimir Voevodsky - Michael Hopkins - Sasha Eliashberg - Grigorij Perelman - Terence Tao - Jacob Lurie - Norbert Wiener - James Joseph Sylvester

#### Utjecajni hrvatski matematičari
Marin Getaldić, Ruđer Bošković, Stjepan Gradić, Danilo Blanuša, William Feller, Svetozar Kurepa, Sibe Mardešić, Marko Tadić, Mladen Bestvina, Ivan Mirković, Andrej Dujella.

## Primjena matematike
Danas se matematika jako razvila i ima primjene u mnogo grana, kako prirodnih, tako i društvenih znanosti. Važna grana primijenjene matematike je Statistika (stohastička matematika), koja se bavi izučavanjem i predviđanjem slučajnosti i slučajnih pojava. Numerička matematika izučava numeričke metode izračunavanja, a diskretna matematika je zajedničko ime za više grana matematike koja se velikim dijelom koriste kao alati u računarskim znanostima. Razvijena je i matematička teorija računarstva, kao i niz drugih interdisciplinarnih grana.

### Matematika i ostale znanosti
Također se prilično često pokazalo da razvoj matematike ne mora nužno pratiti razvoj fizike ili neke druge konkretnije znanosti, to jest matematika se može razvijati "sama za sebe", a primjena onoga što se dobije već se nađe tijekom godina razvoja drugih znanosti (primjeri za to nisu odviše jednostavni, ali, recimo, Riemannov prostor je jedan primjer za to - razvio se sam po sebi, a primjenu je našao tek u teoriji relativnosti)

### Matematika u citatima
- "Ne bi li se muzika mogla opisati kao matematika osjećaja, a matematika kao muzika razuma? Njihov duh je isti. Tako glazbenik osjeća matematiku, a matematičar misli muziku. Jedna će pojačati osjećaj drugoj kad zasja ljudski um podignut u savršenstvo.", James Sylvester
- "Matematika nije nipošto dosadna ili bez mašte, već naprotiv, poput plemenite djevojke koja uzvraća ljubav onom tko je voli i razumije", Vladimir Devidé
- "Svim ljudima nisu sve stvari potrebne, ali je račun ne samo svima nego i svakome jako potreban. Tko računati ili barem brojiti ne zna, mora se izbrisati iz broja svih ljudi, inače nema prijateljstva među trgovcima, ni ljubavi među susjedima, ni sluge u općini, niti pravednost u pravdi stalno stanovati može!", Platon
- "Matematika je simbol naše intelektualne snage i jamstva da će se ljudski um uvijek boriti za uzvišene ciljeve", Danilo Blanuša
- "Znanje kojem teži geometrija je znanje o vječnome.", Platon

## Vezani članci
- Popis osnovnih tema u matematici

## Vanjske poveznice
|  | Zajednički poslužitelj ima stranicu o temi Matematika    |
|  | Zajednički poslužitelj ima još gradiva o temi Matematika |

- Matematika Hrvatska enciklopedija
- Hrvatsko matematičko društvo
- Brückler, Franka Miriam. 2014. Povijest matematike I (PDF). Odjelu za matematiku Sveučilišta u Osijeku. Inačica izvorne stranice arhivirana 3. srpnja 2024. Pristupljeno 3. srpnja 2024.CS1 održavanje: bot: nepoznat status originalnog URL-a (link)
- Brückler, Franka Miriam. 2010. Povijest matematike II (PDF). Odjelu za matematiku Sveučilišta u Osijeku. Inačica izvorne stranice arhivirana 3. srpnja 2024. Pristupljeno 3. srpnja 2024.CS1 održavanje: bot: nepoznat status originalnog URL-a (link)